# Вучипоље (Бугојно)
Вучипоље је насељено мјесто у Босни и Херцеговини, у општини Бугојно, које административно припада Федерацији Босне и Херцеговине. Према попису становништва из 2013. у насељу је живјело 999 становника.

## Становништво
| Демографија | Демографија | Демографија |
| Година      | Становника  | Становника  |
| ----------- | ----------- | ----------- |
| 1971.       | 599         |             |
| 1981.       | 944         |             |
| 1991.       | 1.000       |             |
| 2013.       | 999         |             |